# Uri Sebag
Uri Sebag (hébreu : אורי סבג, arabe : أوري صباغ), né le 11 novembre 1931, est un homme politique israélien, est un ex-député de la Knesset des années 1980.

## Biographie
Uri Sebag est né à Safi au Maroc (protectorat français), il a étudié la métallurgie dans l'école industrielle de Casablanca. Il était membre du groupe para-militaire juif HaMagen (le bouclier) de 1948 à 1950.
Il émigra à la ville israélienne de Beer-Sheva en 1951.
Il fut élu à la Knesset en 1981, représentant la liste Alignement.
En 2018, il publie son livre "Ma terre retrouvée - Ouri Sebag - De 1931 à 1951”